# Felixstowe F-5L
El hidrocanoa bimotor Felixstowe F5L fue uno de los modelos de la serie Felixtowe F, desarrollada por John Cyril Porte en la Seaplane Experimental Station, Felixstowe, Inglaterra, durante la Primera Guerra Mundial, para su producción en Estados Unidos. 

## Diseño y desarrollo
John Porte, tomando como base el diseño original del estadounidense Glenn Curtiss de los hidrocanoas Curtiss Model 6 H-12 y H-16, lo desarrolló en el Reino Unido en forma de una práctica serie de hidrocanoas, en la estación Felixstowe. Uno de ellos, el Felixstowe F.2A, volado por primera vez en julio de 1916, combinaba el casco, diseño de Porte, con motores Rolls-Royce Eagle y las alas y cola del diseño Curtiss. Fue seguido en 1917 por el F.3, un aparato de mayor tamaño y peso. Combinando las buenas cualidades de los F.2 y F.3, se construyó un prototipo que voló en noviembre de 1917 con la denominación F.5; la versión de producción fue modificada para hacer un uso extensivo de componentes del F.3, sin embargo, no entró en servicio hasta después del final de la Primera Guerra Mundial.
Después de ser rediseñado con mejor aerodinámica, un casco más fuerte, usando chapa en vez de lino barnizado, y motores Liberty 12A de 330 hp (más tarde de 400 hp) de fabricación estadounidense, fue construido y probado un prototipo en Inglaterra, y el diseño fue tomado de nuevo por la Naval Aircraft Factory, Filadelfia, donde se realizaron más modificaciones para adaptar su fabricación a los métodos de producción con los estándares estadounidenses. La versión de construcción estadounidense fue designada Curtiss F-5L y (en uso civil) como  Aeromarine 75.
El F-5L fue construido por la Naval Aircraft Factory (138 ejemplares), Curtiss (60) y Canadian Aeroplanes Limited (30). A principios de los años veinte algunos fueron convertidos a uso civil con una capacidad de 16/20 pasajeros por la Aeromarine Plane and Motor Company.

## Historia operacional
El F-5L entró en servicio con la Armada de los Estados Unidos al final de la guerra y fue el avión de patrulla estándar de la misma hasta 1928, cuando fue reemplazado por el PN-12. En uso civil, denominado Aeromarine 75, el Felixstowe F5L podía acomodar entre 14/16 pasajeros y fue operado por Aeromarine Airways en vuelos desde Cayo Hueso a La Habana, llevando el primer correo internacional del Servicio Postal de los Estados Unidos, en vuelos desde Nueva York a Atlantic City, y desde Cleveland a Detroit. 

## Variantes
Naval Aircraft Factory F5L
Hidrocanoa de patrulla, 137 construidos.
Curtiss F5L
Hidrocanoa de patrulla, 60 construidos.
Canadian Aeroplanes F5L
Hidrocanoa de patrulla, 30 construidos.
Aeromarine 75
Varias conversiones para uso civil, con acomodo para 10 pasajeros.

## Operadores

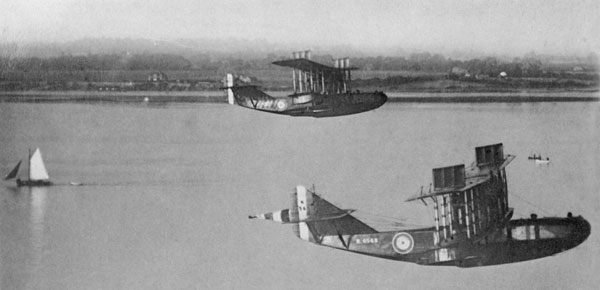
Felixstowe F.5

Argentina
- Armada Argentina

 Brasil
- Marina de Brasil

 Estados Unidos
- Armada de los Estados Unidos
- Aeromarine Airways

## Accidentes e incidentes

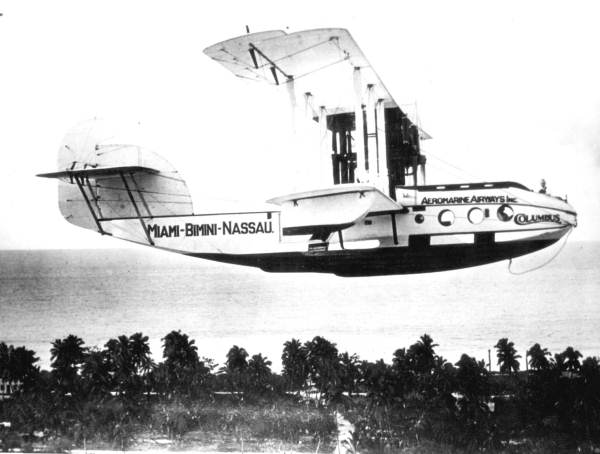
Aeromarine 75 Columbus de Aeromarine Airways

El 13 de enero de 1923, el Aeromarine 75 Columbus, de Aeromarine Airways, sufrió un fallo de motor durante un vuelo desde Cayo Hueso a La Habana y amerizó en el Estrecho de Florida. Zarandeado por olas de 3 a 4,5 m, su casco empezó a llenarse de agua. Cuatro pasajeros murieron, pero el ferry H. M. Flagler salvó a los otros tres pasajeros y a ambos tripulantes.

## Supervivientes
Tanto un casco como un flotador de un F-5L de la Armada de los Estados Unidos están preservados en el Museo Nacional del Aire y el Espacio de Estados Unidos (Smithsonian). El casco está solo parcialmente recubierto con madera para revelar la estructura. Ambos artefactos están actualmente almacenados y no están disponibles para exhibición pública.

## Especificaciones (Curtiss F-5L)
Referencia datos: Enciclopedia Ilustrada de La Aviación, Vol. 5 pag 1233

### Características generales
- Tripulación: Cuatro
- Longitud: 15,03 m
- Envergadura: 31,63 m
- Altura: 5,72 m
- Superficie alar: 129,78 m²
- Peso vacío: 3955 kg
- Peso máximo al despegue: 6169 kg
- Planta motriz: 2× motor lineal V-12 refrigerado por agua Liberty L-12.
  - Potencia: 298,3 kW (400 hp) cada uno.

### Rendimiento
- Velocidad nunca excedida (Vne): 145 km/h
- Velocidad crucero (Vc): 120 km/h
- Alcance: 1336 km
- Techo de vuelo: 1675 m

### Armamento
- Ametralladoras: 

  - 2 de 7,62 mm
- Bombas: Hasta 417 kg

## Aeronaves relacionadas

### Desarrollos relacionados
- Felixstowe F.2
- Felixstowe F.5
- Naval Aircraft Factory PN
- Hall PH

### Aeronaves similares
- English Electric Kingston
- Supermarine Southampton
- Hiro H1H

### Secuencias de designación
- Secuencia F._ (interna de Felixstowe): ← F.2 - F.3 - F.5 - F5L
- Secuencia Numérica (interna de Aeromarine): ← 52 - 55 - 60 - 75 - 80 - 85 - 700